# Wuzlam
Wuzlam, maleni čadski narod naseljen u Kamerunu u provinciji Far North (ili Province de l'Extrême-Nord), gdje su izbjegli pred dominacijom naroda Fulbe. Njihova postojbina su planine Mandara gdje se na terasastim poljima bave uzgojem prosa, kukuruza i kikirikija. Svoja sela štite zidovima od ćerpiča, materijala od kojega podižu i svoje kuće. Poligamiju dozvoljavaju, ali nije česta. Tradicionalna religija je animistička.
Istoimeni jezik klasificira se velikoj afroazijskoj porodici, užoj skupini biu-mandara, a naziva se i uldeme, ouldeme, uzam, udlam, uzlam ili mizlime.

## Vanjeske poveznice
- Wuzlam, Uzam of Cameroon
- jezik wuzlam